# Pierre Pélissier

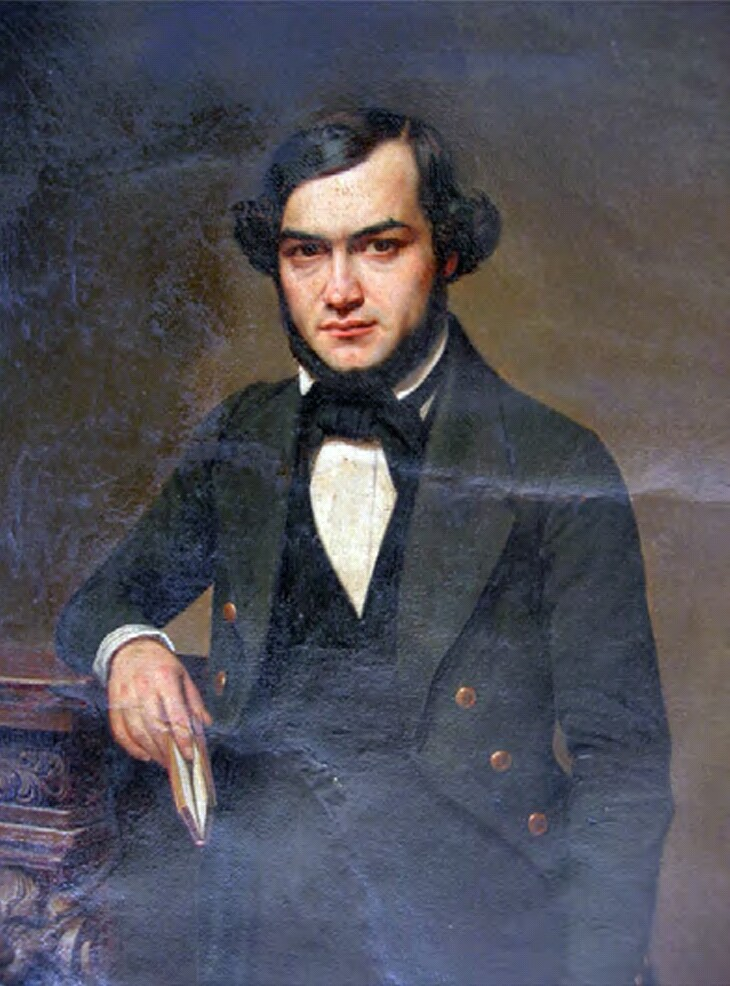
Pierre Pélissier

Pierre Pélissier (Gourdon (Lot), 22 september 1814 - Parijs, 30 april 1863) was een Franse dovenleerkracht en dichter.
Pélissier werd geboren in de Rue du Majou in Gourdon en groeide op in een gezin met twaalf kinderen. Hij werd op vijfjarige leeftijd doof. Hij werd rond 1825 naar een school voor doofstommen in Rodez gestuurd. Later ging hij naar een gelijkaardige school in Toulouse. Hij gaf tussen 1833 en 1838 ook zelf les aan deze school. In 1843 werd hij leraar aan de school voor doofstommen in Parijs. Pélissier zette zich ook in voor de sociale vooruitgang van dove kinderen en volwassenen.
Al op zijn twintigste kwam Pélissier in contact met dichter Alphonse de Lamartine. In 1850 bracht Pélissier zelf een dichtbundel uit, Choix de poésies d’un sourd-muet. Verder schreef hij een eerste geïllustreerde woordenboek voor gebarentaal in Frankrijk uit (1856). 
Toen was Pélissier al enkele jaren ziek. Hij overleed in 1863, 49 jaar oud. Hij werd begraven op de begraafplaats van Gourdon.
In 2017 werd in Gourdon in de wijk Grimardet een straat genoemd naar Pierre Pélissier.